# Beatrix van Portugal (1430-1506)

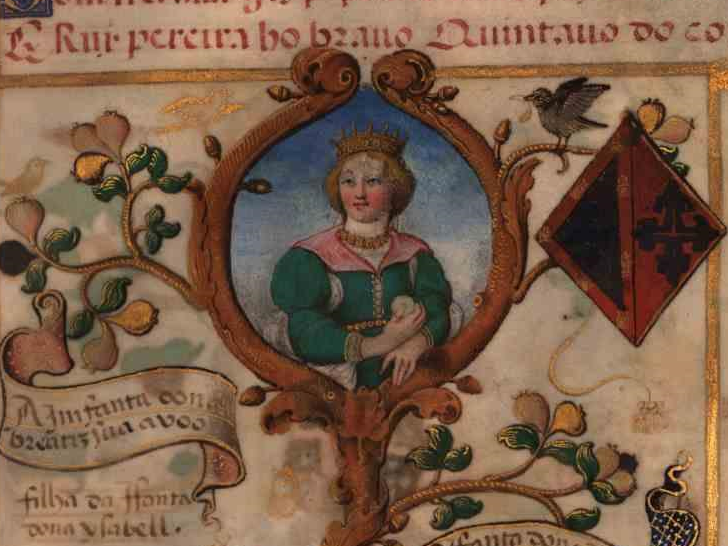
Afbeelding van Beatrix van Portugal, hertogin van Viseu

Beatrix van Portugal (13 juni 1430 - 30 september 1506) - ook wel Beatrice of Beatriz van Portugal- was een Portugese infante (prinses uit het koninklijk huis). Zij was een kleindochter van koning Johan I van Portugal  en door haar huwelijk hertogin van Viseu. Zij speelde een actieve rol in de politiek en bemiddelde bij de totstandkoming van verdragen tussen Castilië en Portugal.  Zij was een beschermvrouwe van de toneelschrijver Gil Vicente. Koning Emanuel I van Portugal was haar zoon. 

## Biografie
Beatrix van Portugal was de dochter van prins Johan van Portugal (Condestável de Portugal, vierde zoon van koning Johan I van Portugal en zijn vrouw Filippa van Lancaster), en Isabella van Barcelos, dochter van Alfons I, hertog van Bragança. Zij trouwde in 1447 met haar neef hertog Ferdinand van Viseu (1433-1470).
Zij speelde een actieve rol in de politiek tijdens de opeenvolgende regeerperiodes van de Portugese koningen Alfons V, Johan II en Emanuel I. Zij was een tante van koningin Isabella I van Castilië, en bemiddelde via een persoonlijke ontmoeting met haar nicht bij het tot stand komen van het Verdrag van Alcáçovas als het Verdrag van Terçarias de Moura tussen het koninkrijk Portugal en het koninkrijk Castilië. Zij was een vooraanstaand lid van de Orde van Sint-Jacob van het Zwaard. 
Zij was de beschermvrouwe van Gil Vicente, een Portugese toneelschrijver die beschouwd wordt als de vader van het Portugese theater.  Zij stichtte het klooster Religiosas da Conceição, in Beja, waar haar echtgenoot is begraven.

## Kinderen
Beatrix van Portugal en Ferdinand van Viseu hadden de volgende kinderen:
- João (1448-1472), 3e hertog van Viseu en Condestável de Portugal
- Diogo (1450-1484), 4e hertog van Viseu
- Eleonora van Viseu (1458-1525), gehuwd met koning Johan II van Portugal, wordt koningin van Portugal;
- Isabella van Viseu (1459-1521), getrouwd met Ferdinand II van Bragança;
- Duarte van Viseu (1462 - gestorven in kinderjaren);
- Dinis van Viseu (1464 - jong gestorven);
- Catarina van Viseu (1465 - stierf in kinderjaren);
- Simão van Viseu (1467 - jong gestorven);
- Afonso van Viseu (1468 - jong gestorven);
- Emanuel (1469-1521), 5e hertog van Viseu, koning van Portugal na de dood van zijn neef en zwager Johan II.